# Partit Islàmic Dawa
El Partit Islàmic Dawa (àrab: حزب الدعوة الإسلامية, Ḥizb ad-Daʿwa al-Islamiyya) és un partit polític iraquià fundat el 1958, tenint com a base l'associació polític-religiosa Najaf Ulama (que al seu torn havia estat fundada a la fi del 1957 per a combatre el comunisme). El seu nom, Dawa, significa «crida» en llengua àrab. En l'actualitat és el partit més important del país, el que té més suport electoral i el que posseeix més poder.
La ideologia de Dawa és islamista xiïta conservadora; la seua meta és establir un sistema de govern regit i inspirat per les normes religioses de la confessió musulmana xiïta, i reivindicar els drets de la majoria àrab xiïtes del país. També tenen com a objectiu lluitar contra les que anomena «ideologies corruptores estrangeres» com el comunisme o el socialisme radical panàrab (aquesta última és la ideologia del partit Baas de Saddam Hussein).
Durant la dictadura de Saddam Hussein el partit Dawa va ser perseguit sense pietat; milers dels seus membres van ser empresonats, torturats i assassinats.
El 1974 diversos líders del partit van ser jutjats per una Cort del règim i condemnats a mort, sent executats a l'any següent (1975). En els anys següents la repressió augment molt.
Açò va convèncer els líders de Dawa de la necessitat d'utilitzar la lluita armada per a enderrocar a Hussein. Per això els dirigents exiliats en Iran van crear l'any de 1979 unisca milícia de Dawa formada per milers de guerrillers; aquests guerrillers rebien entrenament, armes i diners del Govern de l'Iran, que estava en guerra amb l'Iraq d'Hussein (la Guerra Iran-L'Iraq de 1980 a 1988).
En els camps de batalla situats en la frontera entre Iran i l'Iraq, els guerrillers de Dawa barallaven contra l'Exèrcit de l'Iraq com unitats de l'Exèrcit de l'Iran; al mateix temps que comandos clandestins de Dawa llançaven atacs d'escamot urbà en l'interior de L'Iraq. Com resposta el Govern de Saddam va llançar el 1980 una sagnant campanya que segons algunes fonts ocasionen la mort de 80.000 membres de Dawa. Fins i tot el líder del partit d'eixe moment, l'Aiatol·là Muhammad Baqir al-Sard, va ser empresonat, torturat i finalment assassinat el 8 d'abril de 1980.
El 1982, un comando de guerrillers de Dawa va intentar assassinar Hussein en un atac; però van fallar i aquest en represàlia va massacrar a la població del llogaret xiïta (Dujail) on va ocórrer l'atemptat.
El 1987 altre atemptat de Dawa contra la vida de Hussein fracàs amb les resabudes represàlies posteriors.
El 1991 Dawa va participar en l'aixecament popular armat dels xiïtes del Sud del país, que intentaven aprofitar la debilitat de Hussein després de la Guerra del Golf per a enderrocar-lo; però una vegada més Hussein va vèncer els rebels i van morir centenars de milers de persones.
Alguns calculen que fins a 120.000 militants de Dawa van ser assassinats en tot el govern de Hussein.
També com a resultat dels enfrontaments entre els capdavanters exiliats del partit i una part dels dirigents que es van quedar en el país lluitant contra el règim, Dawa es va dividir i com a resultat d'aqueixa divisió va nàixer altre partit que es diu Partit Islàmic Dawa-Organització de L'Iraq.
Quan Hussein va ser enderrocat per la invasió nord-americana del 2003, Dawa va acceptar cooperar amb el Govern provisional nomenat pels Estats Units; en canvi de la promesa d'eleccions lliures. Quan les eleccions es van celebrar el 30 de gener del 2005 per a triar una Assemblea Nacional Constituent; una coalició de partits polítics xiïtes (l'Aliança Unida Iraquiana) encapçalada per Dawa i l'Assemblea Suprema Islàmica de L'Iraq va guanyar per ampli marge.
La coalició xiïta va signar un acord de govern amb la coalició dels partits kurds; com a resultat el popular líder de Dawa Ibrahim Al Yafari va ser triat Primer ministre de L'Iraq per l'Assemblea Constituent, amb el qual per primera vegada en la història L'Iraq estava governada per un home de Dawa.
Després de la victòria de Dawa i els seus socis de la coalició xiïta en les eleccions parlamentàries del 15 de desembre del 2005 (en les quals es va triar al nou Consell de Representants) s'esperava que Yafari fóra reelegit Primer Ministre; però encara que aquest va guanyar l'elecció interna dins de l'aliança xiïtes, no va poder vèncer la forta oposició de sunnita i kurds (i sobretot, a la pressió en la seua contra exercida pels nord-americans) pel que la seua candidatura va ser retirada abans de ser presentada al nou Parlament.
No obstant això, el nou Primer Ministre que ho reemplace també era un militant de Dawa; es tractava del segon capdavanter més important del partit, Nuri al-Maliki. El Govern de Maliki ha començat les seues funcions el 21 de maig de 2006; amb el qual Maliki s'ha convertit en el segon home de Dawa que governa el país.
En maig del 2007 Maliki va ser triat Secretari General de Dawa; amb el qual es va convertir oficialment en el màxim líder del partit.

## Primera força política del país
Des de l'any 2008 la popularitat del Primer Ministre Maliki ha augmentat molt a conseqüència de la millora notable en la seguretat del país; encara que la violència persisteix, el seu nivell ha baixat considerablement i en gran parteix la població del país l'hi atribueix a l'estratègia de seguretat de Maliki que s'ha enfrontat tant a l'escamot sunnita com a les milícies xiïtes i ha posat una mica d'ordre en llocs com Bàssora. A més Maliki ha destinat importants recursos de l'Estat a uns Consells de Suport a la Seguretat formats per dirigents tribals i notables locals que depenen directament de la seua oficina, que l'oposició ha criticat per ser una forma que Maliki augmente el suport a la seua persona amb diners públics.
Per a beneficiar-se del seu creixent suport popular, Maliki va decidir que el seu partit Dawa formara una coalició amb altres partits per a participar en les pròximes eleccions regionals; aquesta coalició es va cridar Coalició de l'Estat de Dret (Dawlat al Qanoon en àrab). La coalició havia d'enfrontar-se a altres coalicions, entre elles una encapçalada per l'Assemblea Suprema Islàmica de L'Iraq (l'antic soci de Dawa en l'Aliança Unida Iraquiana, ara convertit en el seu principal rival); així com al Bloc Sadr, i a coalicions regionals de partits sunnites, kurds i laics.
Les eleccions es van celebrar el 31 de gener del 2009; en elles el poble havia de triar als membres dels Consells Legislatius de 14 de les 18 Províncies iraquianes (en les tres províncies kurdes i en la d'At Ta'mim es van ajornar els comicis). Cada Consell Legislatiu electe haurà de triar posteriorment al Governador de la seua respectiva província.
La coalició encapçalada per Dawa va obtenir una rotunda victòria, al guanyar en 9 de les 14 províncies en disputa; Dawa i els seus aliats van guanyar en totes les províncies que tenen majoria xiïta, excepte en una (Kerbala, on va guanyar la llista d'un antic membre del partit Baas de Saddam Hussein). Especialment important va ser que Dawa va arrasar en les dues províncies més importants del país, Bagdad i Bàssora, on va guanyar amb 38% i 37% dels vots respectivament. A més, els altres partits xiïtes van ser aixafats per Dawa a l'obtenir una votació molt baixa.
Amb aquesta victòria Dawa s'ha convertit en el partit polític més important del país, en la primera força per suport electoral; i es presenta com el partit favorit per a guanyar les pròximes eleccions nacionals. A més Maliki ha consolidat i enfortit el seu poder per a governar el país, tenint el suport majoritari del poble i de la majoria dels governadors electes en aquests comicis.

## Eleccions 2010. Dawa assoleix la seua continuïtat en el poder
A la fi del 2009 el partit Dawa, seguint instruccions del seu cap Nuri al-Maliki, refundà la coalició electoral amb la qual s'havia presentat a les eleccions regionals, la Coalició de l'Estat de Dret, per a presentar-se a les eleccions parlamentàries programades per al 7 de març del 2010.
Si la coalició encapçalada per Dawa obtenia una majoria suficient en eixes eleccions, el seu líder Nuri al-Maliki seria reelegit Primer Ministre de L'Iraq per a un segon mandat consecutiu amb el qual Dawa podria conservar el poder quatre anys més. Els seus principals rivals eren els seus antics aliats de la desapareguda Aliança Unida Iraquiana, els partits Assemblea Suprema Islàmica de L'Iraq i Bloc Sadr que s'havien aliat en la dita Aliança Nacional; i la llista de l'Aliança Iraquiana encapçalada per l'exprimer ministre Iyad Allawi.
Les eleccions es van celebrar com estava previst el 7 de març de 2010; l'escrutini oficial va tardar quasi tres setmanes. Durant eixe temps la coalició encapçalada per Dawa i liderada per Maliki va estar diverses vegades primera en el compte parcial dels vots a nivell nacional, encara que altres vegades baixava al segon lloc; quan finalment la Comissió Electoral va anunciar els resultats oficials definitius de les eleccions, el 26 de març del 2010, la coalició de Dawa i els seus socis va quedar en segon lloc darrere de la coalició de l'exprimer ministre Iyad Allawi que va resultar guanyadora per un estret marge (la llista d'Allawi malgrat tot va tenir dos diputats i 11.346 vots més que la llista de Maliki).